# Морван (король Бретані)
Морван або Мурман (*Morvan, бл. 750 — між 818 та 822) — король Бретані у 818-821/822 роках.

## Життєпис
Про походження немає відомостей. Напевне належав до правлячого роду держави Бро-Варох (південний схід Бретані). Народився близько 750 року. Час отримання влади невідомий. Перша згадка про Морвана відноситься до 786 року, коли він був один з очільників повстання проти франків. У 799 та 811 роках Морван стає головним провідником повсталих, проте війська імператорів Карла Великого, а потім його сина Людовика I Побожного зуміли завдати бретонцями поразки, в результаты чого Морван визнав зверхність франків. Разом з тим десь на початку 800-х років зумів підкорити або встановити власну зверхність над державою Корнуай (південна західна частина Бретані).
У 818 році Морван зумів повалити та захопити більшу частину володінь бретонського короля Жарнитіна, що правив в Центральній Бретані. Обставини цієї події достеменно невідомі: за одними відомостями Морван діяв в союзі з Ламбертом I, графом Нанта та маркграфом Бретані, при підтримці імператора Людовика I. За іншими в союзі з іншими бретонцями повалив Жарнитіна, що раніше не приєднався до антифранкського повстання. Після цього Морван об'єднав практично усю Бреатань, зайнявши Думнонію та Броерек. Це викликало занепокоєння франкського імператора, що рушив проти Морвана. Останній загинув у битві неподілік від Каре-Плуге, але коли саме достеменно невідомо: 818, 821 та 822 роки. Остання дата найбільш імовірна, оскільки після Морвана машт'єном (володарем) бретонців називають Віомарка, який продовжив боротьбу проти Людовика I.